# イヴ・モンタン
イヴ・モンタン（Yves Montand、1921年10月13日 - 1991年11月9日）は、イタリア出身でフランスで活躍した俳優・シャンソン歌手。本名：イーヴォ・リーヴィ（Ivo Livi）。イヴ・モンタンという芸名は、子供の頃、戸外にいたモンタンを母親が階上から「イーヴォ、モンタ!」（Ivo, monta!, イーヴォ、上がってきなさい!）と呼んでいたことにちなむという。

## 来歴

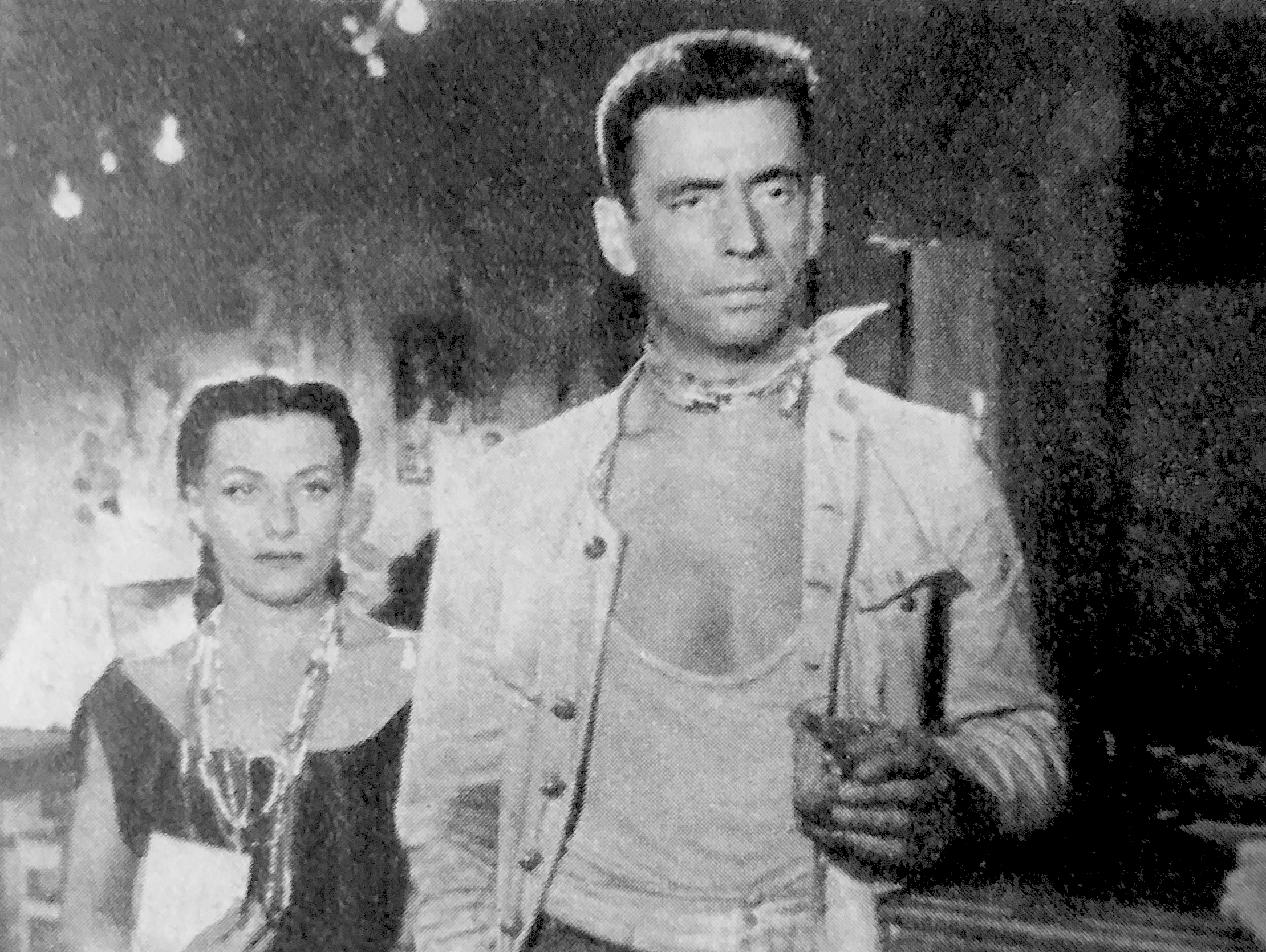
『恐怖の報酬』（1953年）

1921年、ほうきの製造業者の子としてモンスンマーノ・テルメで生まれた。母は敬虔なカトリック教徒であり、父が強固な共産主義支持者であったため、当時台頭してきたムッソリーニのファシスト政権を嫌い、1923年に家族でフランスに移住した。
その後はマルセイユで育ち、港や姉の経営する美容室で働くなどしていたが、次第にミュージック・ホールで歌うようになる。1944年にエディット・ピアフに見出され、2人の関係は数年の間続いた。
1945年に映画デビュー。1946年に出演した『夜の門』で主題歌の「枯葉」を歌ってヒットさせた。
1951年に多くの作品で共演していた女優のシモーヌ・シニョレと結婚。夫婦でフランス共産党の活動に参加していた。1957年には妻のシニョレ同伴で東側諸国全てでコンサート・ツアーを行った。
1961年に米映画『青い目の蝶々さん』の撮影の為に来日。1月11日にパンナム機で羽田に到着したのち鎌倉、奈良、京都、などに約2ヶ月間にわたって滞在した。
1982年、ワールドツアーのために2度目の来日。NHKのインタビューを受け「なぜ政治に関心が？」と問われた際に「ははは! 全ての出来事は政治的ですよ!」と笑って返している。
浮気がスキャンダルになったことが何度もあったが、マリリン・モンロー（『恋をしましょう』（1960年）で共演）の時にはシニョレが自殺未遂を起こしている。しかし、1985年に彼女が亡くなるまで夫婦の関係は続いた。
1987年、アシスタントだった38歳年下のキャロル・アミエルと結婚、1988年に唯一の実子ヴァランタンをもうけた。
1991年11月9日に『IP5/愛を探す旅人たち』の撮影直後、心臓発作で倒れ息を引き取った。

## 主な出演作品
| 公開年 | 邦題 原題                                                 | 役名                                               | 備考           |
| ------ | --------------------------------------------------------- | -------------------------------------------------- | -------------- |
| 1946   | 光なき星 Étoile sans lumière                              | ピエール                                           |                |
| 1946   | 枯葉 ～夜の門～ Les Portes de la nuit                     | ジャン・ディエゴ                                   |                |
| 1950   | 失われた想い出 Souvenirs perdus                           | ラウル                                             |                |
| 1951   | 雪の夜の旅人 L'auberge rouge                              | 歌う解説者                                         | クレジットなし |
| 1953   | 恐怖の報酬 Le Salaire de la peur                          | マリオ                                             |                |
| 1954   | ナポレオン Napoléon                                       | Le maréchal Lefebvre                               |                |
| 1955   | 悪の決算 Les héros sont fatigués                          | ミシェル                                           |                |
| 1955   | 夜のマルグリット Marguerite de la nuit                    | レオン                                             |                |
| 1956   | 人間と狼 Uomini e lupi                                    | リクッチョ                                         |                |
| 1957   | サレムの魔女 Les Sorcières de Salem                       | ジョン・プロクター                                 |                |
| 1957   | 青い大きな海 La grande strada azzurra                     | ジョヴァンニ                                       |                |
| 1958   | すずらん祭 Premier mai                                    | ジャン                                             |                |
| 1959   | 掟 La legge                                               | マッテオ                                           |                |
| 1960   | 恋をしましょう Let's Make Love                            | ジャン＝マルク・クレマン／アレクサンドル・デュマス |                |
| 1961   | サンクチュアリ Sanctuary                                  | キャンディ・マン                                   |                |
| 1961   | さよならをもう一度 Goodbye Again                          | ロジェ・デマレ                                     |                |
| 1962   | 青い目の蝶々さん My Geisha                                | ポール・ルーベ                                     |                |
| 1965   | 七人目に賭ける男 Compartiment tueurs                      | グラジアニ警部                                     |                |
| 1966   | 戦争は終った La guerre est finie                          | ディエゴ・モラ                                     |                |
| 1966   | パリは燃えているか Paris brûle-t-il?                      | マルセル                                           |                |
| 1966   | グラン・プリ Grand Prix                                   | ジャン＝ピエール                                   |                |
| 1967   | イヴ・モンタンの深夜列車 Un soir, un train                | マティアス                                         |                |
| 1967   | パリのめぐり逢い Vivre pour vivre                         | ロベール・コロンブ                                 |                |
| 1968   | ミスター・フリーダム Mr. Freedom                          | フォーミダブル                                     | クレジットなし |
| 1969   | 悪党 Le diable par la queue                               | Le baron César Maricorne                           |                |
| 1969   | Z                                                         | Z                                                  |                |
| 1969   | 告白 L'Aveu                                               | ジェラール                                         |                |
| 1970   | 晴れた日に永遠が見える On a Clear Day You Can See Forever | マルク・シャボー                                   |                |
| 1970   | 仁義 Le Cercle rouge                                      | ジャンセン                                         |                |
| 1971   | 大乱戦 La Folie des grandeurs                             | ブラーズ                                           |                |
| 1972   | 万事快調 Tout va bien                                     | ジャック                                           |                |
| 1972   | 夕なぎ César et Rosalie                                   | セザール                                           |                |
| 1972   | 戒厳令 État de siège                                      | フィリップ・マイケル・サントール                   |                |
| 1974   | 潮騒 Le Hasard et la violence                             | ローラン・ベルマン                                 |                |
| 1974   | 友情 Vincent, François, Paul... et les autres             | Vincent                                            |                |
| 1975   | うず潮 Le Sauvage                                         | マルタン                                           |                |
| 1976   | 真夜中の刑事/PYTHON357 Police Python 357                  | マルク・フェロー                                   |                |
| 1976   | 赤ちゃんは紳士がお好き? Le grand escogriffe               | モーランド                                         |                |
| 1977   | メナース La Menace'                                       | アンリ・サヴァン                                   |                |
| 1982   | 炎のごとく Tout feu, tout flamme                          | Victor Valance                                     |                |
| 1983   | ギャルソン! Garçon!                                       | アレックス                                         |                |
| 1986   | 愛と宿命の泉 PART1/フロレット家のジャン Jean de Florette  | セザール                                           |                |
| 1986   | 愛と宿命の泉 PART2/泉のマノン Manon des sources           | セザール                                           |                |
| 1988   | 想い出のマルセイユ Trois places pour le 26                | イヴ・モンタン                                     |                |
| 1992   | IP5/愛を探す旅人たち IP5: L'île aux pachydermes           | レオン・マルセル                                   | 遺作           |

## 日本のテレビ番組出演
- スター千一夜（フジテレビ）　-　1963年12月4日

## 日本語文献
- イヴ・モンタン『頭にいっぱい太陽を』渡辺淳訳、講談社、1982年
- リシャール・カナヴォ／アンリ・キクレ 『イヴ・モンタン　ある男の歌』長塚隆二訳、早川書房、1982年
- 鈴木明『イヴ・モンタン　20世紀の華麗な幻影』毎日新聞社、1993年
- エルヴェ・アモン／パトリック・ロトマン『イヴ・モンタン ぼくの時代　花開くまで』各・土屋進訳、文藝春秋、1995-1996年
  - 『イヴ・モンタン ぼくの時代　パリに抱かれて』。本人への取材による伝記